# Imperial (Teksas)
Imperial – jednostka osadnicza w Stanach Zjednoczonych, w stanie Teksas, siedziba administracyjna hrabstwa Pecos.